# Nodaria lunifera
Nodaria lunifera là một loài bướm đêm trong họ Noctuidae.